# 恋するスタジオ ザ・ポップ
恋するスタジオ ザ・ポップ（こいするスタジオ ザ・ポップ）は、1985年から1987年までアール・エフ・ラジオ日本の平日の夜の時間帯で放送されていたラジオ番組。

## 概要
前番組『サウンドプロセッサー』ではパーソナリティが月曜日から金曜日まで出演していたが、この番組では日替りパーソナリティとなった。今日FM局で多く活動するDJが多くパーソナリティとして出演していた。
金曜日は、1986年9月まで「カウントダウン・アメリカ」として放送、前番組『サウンドプロセッサー』で放送されていたコーナー番組を引き継いでいた。
番組が開始して間もない頃（1985年12月～1986年1月頃）は、チャーリー・セクストンを応援するコーナー『チャリ坊のコーナー』が放送されていた。

## パーソナリティ
月曜日
- 週替わり（東郷かおる子、コッペ・ミラー 他　1985年11月4日 - 1985年12月）
- 鈴木昇治（1986年1月6日 - 1987年3月30日）

火曜日
- 広瀬エーコ（1985年11月5日 - 1986年3月25日）
- 西本淑子（1986年4月1日 - 1987年3月31日）

水曜日
- 矢口清治

木曜日
- 今泉恵子

金曜日
- コッペ・ミラー（1985年11月8日 - 1986年3月28日）
- 高田まゆみ（1986年4月4日 - 1986年9月26日）
- 和田誠（1986年10月3日 - 1987年3月31日）

## 放送時間
- 月曜日〜木曜日 22:00〜24:00／金曜日 22:00〜23:30（1985年11月4日〜1986年4月4日）
- 月曜日〜金曜日 22:00〜23:30（1986年4月7日〜1987年4月3日）

## 内包番組
- 京急ミュージックトレイン
- ペアペアアニメージュ
他